# Абронии
Вижте пояснителната страница за други значения на Аброния.
Аброниите (gens Abronia) е римска фамилия. Известна става по времето на Август с:
- Аброний Силон, латински поет през 1 век
- неговият син, който пише пантоними [2]